# Cécile
Cécile ist ein meist weiblicher Vorname.

## Herkunft und Bedeutung
Der Name ist die französische Form von Cäcilie oder Caecilia. Cecil ist im Englischen die männliche Form.

## Bekannte Namensträgerinnen

### Cécile
- Cécile Aubry (1928–2010), französische Schauspielerin
- Cécile Bois (* 1971), französische Schauspielerin
- Cécile Bähler (* 1981), schweizerische Fernsehmoderatorin
- Cécile Brunschvicg (1877–1946), französische Politikerin und Frauenrechtlerin
- Cécile Bruyère (1845–1909), französische Benediktinerin, Äbtissin und Klostergründerin
- Cécile Chaminade (1857–1944), französische Komponistin und Pianistin
- Cécile DeWitt-Morette (1922–2017), französische theoretische und mathematische Physikerin
- Cécile de France (* 1975), belgische Schauspielerin
- Cécile Guillame (1933–2004), französische Graveurin und Briefmarkenkünstlerin
- Cécile Kyenge (* 1964), italienische Politikerin (Partito Democratico) und Augenärztin
- Cécile Lecomte (* 1981), in Deutschland lebende französische Umweltaktivistin
- Cécile Ines Loos (1883–1959), schweizerische Schriftstellerin
- Cécile Lowenthal-Hensel (1923–2012), deutsche Historikerin
- Cécile McLorin Salvant (* 1989), US-amerikanische Jazzsängerin
- Cécile Mendelssohn Bartholdy (1817–1853), Ehefrau von Felix Mendelssohn Bartholdy
- Cécile Nowak (* 1967), französische Judoka
- Cécile Pieper (* 1994), deutsche Hockey-Nationalspielerin
- Cécile Schortmann (* 1971), deutsche Journalistin und Fernsehmoderatorin
- Cécile Tormay (1876–1937), ungarische Schriftstellerin und Frauenfunktionärin
- Cécile Vassort (* 1941), französische Schauspielerin
- Cécile Verny (* 1969), deutsch-französische Jazz-Sängerin afrikanischer Herkunft
- Cécile Vogt (1875–1962), deutsch-französische Medizinerin
- Cécile Wajsbrot (* 1954), französische Schriftstellerin, Übersetzerin und Essayistin

### Cecile
- Cecile Abish (* 1930), US-amerikanische Installations- und Landart-Künstlerin und Fotografin
- Cecile Callan (* 1957), US-amerikanische Schauspielerin
- Cecile Charlton (* 1974), jamaikanische Reggae- und Dancehall-Sängerin, siehe Ce’Cile
- Cecile Esmei Amari (* 1991), ivorische Fußballnationalspielerin
- Cecile Heideman, niederländische Szenenbildnerin und Requisiteurin
- Cecile Jospé (1928–2004), englische Malerin und Fotografin US-amerikanischer Herkunft
- Cecile Richards (1957–2025), US-amerikanische politische Aktivistin

## Bekannte Namensträger
- Cécile Stanilas de Girardin (1762–1827), französischer Politiker und General

## Sonstiges
- Cécile, Roman von Theodor Fontane
- Cécile Verny Quartet, weltweit spielende Jazz-Band aus Freiburg im Breisgau